# 三縄村
三縄村（みなわそん）は、徳島県三好郡にあった村。現在の三好市池田町の南部、吉野川の右岸にあたる。

## 地理
- 山岳 ： 舟山、中津山、井戸口山、国見山
- 河川 ： 吉野川、祖谷川、松尾川

## 歴史
- 1889年（明治22年）10月1日 - 町村制の施行により、中西村・漆川村・中津川村・松尾村・大利村・川崎村の区域をもって発足。
- 1959年（昭和34年）3月31日 - 池田町に編入。同日三縄村廃止。

## 交通

### 鉄道路線
- 日本国有鉄道
  - 土讃本線（現・土讃線）
    - 三縄駅

## 名所・旧跡・観光スポット・祭事・催事
- 祖谷渓